# Rowasz
Rowasz (węg. Székely rovásírás) – pismo runopodobne.

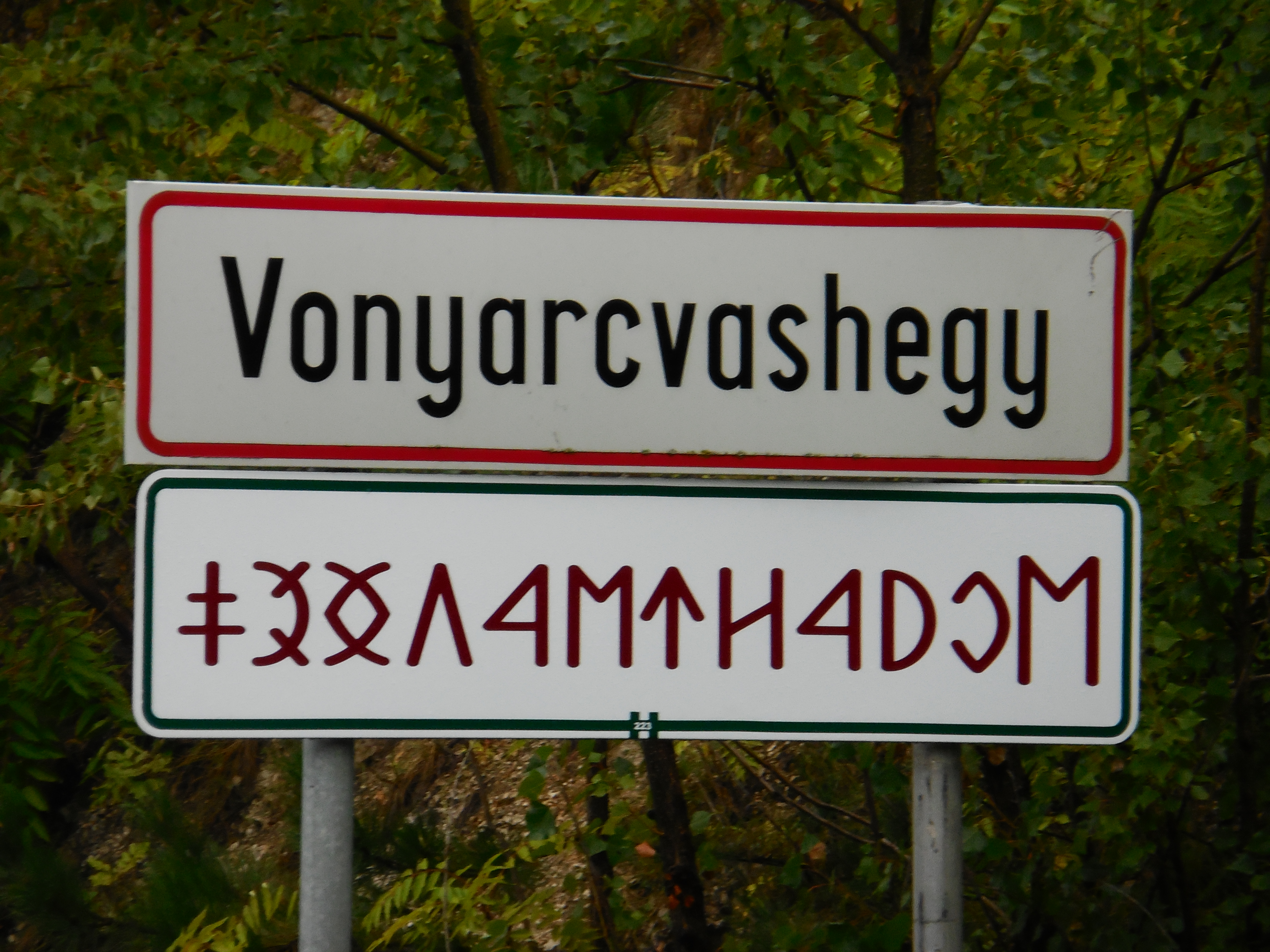
Obecnie rowasz używany jest, obok alfabetu łacińskiego, na tablicach przy wjeździe do niektórych miejscowości węgierskich.

Używane było przed rokiem 1000. Pismo to zbliżone jest do pisma inskrypcji staroturkijskich znad rzeki Orchon w Mongolii z VIII wieku (tzw. run tureckich), z kolei pismo orchońskie jest podobne do pisma w Kodeksie z Rohońca. Również na Węgrzech pisano w czasach przedchrześcijańskich w rowaszu, z tego okresu zachowały się jednak tylko nieliczne teksty. Od momentu wprowadzenia chrześcijaństwa przez Stefana I (I. István) używano alfabetu łacińskiego. Jedynie mówiący dialektem węgierskim Seklerzy, zamieszkujący dziś okręgi Harghita, Covasna i Marusza w Siedmiogrodzie, używali go do ok. 1850 r. Dziś rovásiras ma znaczenie symbolu węgierskości. Jest używany w węgierskich organizacjach skautowych.

## Pismo
| Alfabet węgierski       | a | á  | b | c | cs | d | dz | dzs | e | é | ë  | f | g  | gy | h | i | í | j | k | ak | l | ly | m  |
| ----------------------- | - | -- | - | - | -- | - | -- | --- | - | - | -- | - | -- | -- | - | - | - | - | - | -- | - | -- | -- |
| Rowasz według Forraiego |   |    |   |   |    |   | –  | –   |   |   | –  |   |    |    |   |   |   |   |   |    |   |    |    |
| Rowasz standardowy      |   |    |   |   |    |   |    |     |   |   |    |   |    |    |   |   |   |   |   |    |   |    |    |
| Alfabet węgierski       | n | ny | o | ó | ö  | ő | p  | q   | r | s | sz | t | ty | u  | ú | ü | ű | v | w | x  | y | z  | zs |
| Rowasz według Forraiego |   |    |   |   |    |   |    | –   |   |   |    |   |    |    |   |   |   |   | – | –  | – |    |    |
| Rowasz standardowy      |   |    |   |   |    |   |    |     |   |   |    |   |    |    |   |   |   |   |   |    |   |    |    |

- Fonetyka alfabetu odpowiada fonemom dialektu seklerskiego.
- Alfabet nie zawiera odpowiedników liter używanych tylko do zapisu wyrazów obcych: dz, dzs, q, w, x. Litera y jest używana tylko w digrafach, które są traktowane jako osobne litery, nie złożenia dwóch liter.
- Występują ligatury więcej niż 2 liter. np. emp emb ent tpru tprus us hegy.
- Pismo to czasami jest pisane w tzw. kierunku bustrofedon, podobnie jak na glinianych tabliczkach sumeryjskich, tzn. raz w lewo, raz w prawo, przy zmianie kształtu liter, np. db byłoby tą sama literą w co drugim rzędzie.
- Pisano na glinie, drewnie, papierze i welinie.
- W niektórych miejscach na Seklerszczyźnie używano rowaszu na nagrobkach słupowych jeszcze pod koniec XIX w.
- Pismo występuje w Panonii, na Morawach, w Siedmiogrodzie i Mołdawii.

## Cyfry
| Cyfra  | 1 | 2 | 3 | 4 | 5 | 10 | 50 | 100 | 1000 | 1998 |
| ------ | - | - | - | - | - | -- | -- | --- | ---- | ---- |
| Rowasz |   |   |   |   |   |    |    |     |      |      |

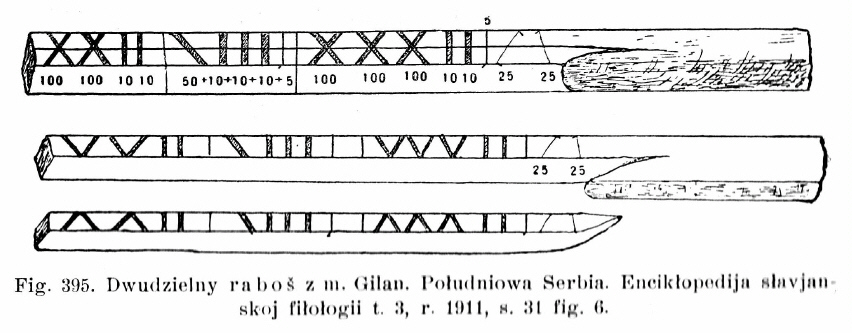
Dwudzielny rabosz zapisany cyframi rowasz z miasta Gilian (Południowa Serbia) – Encykłopiedija sławianskoj fiłołogii, 1911, t. III, s. 31

Ten sposób zapisu nieco się różnił na poszczególnych terenach. Cyfry rowaszu są podobne przede wszystkim do etruskich, ale również do wywodzących się z nich rzymskich. Po rozdzieleniu kija cyfry nie mogą być „oszukane”.
Zapisywano je na kijach zwanych rabosz, np. liczbę zwierząt, wysokość kontraktu czy wielkość udzielonej pożyczki. Dzielono je wzdłużnie, a każda ze stron transakcji otrzymywała jedną sztukę np. po redykach – unikano w ten sposób konfliktów z rozdzielaniem stada po upływie kontraktu.
System numeryczny w rowaszu najprawdopodobniej został przejęty już po przybyciu plemion seklerskich na tereny naddunajskie.

## Historia
Najstarszy opis pisma pochodzi z XIII wieku. Pierwszy raz zanotowane w historycznym źródle pisanym – w kronice Szymona z Kézy. Przykładowy alfabet seklerski z 1483 roku zachował się w bibliotece zamku Mikulovo na Morawach (Nikolsburg).
Z czasów Awarów pozostały dwa napisy w skarbie z Nagyszentmiklós (Gross Sankt Nikolaus / San Nicolae) oraz na zapince znalezionej w Szarvas. Interpretacja inskrypcji z Nagyszentmiklós jako rowaszu jest dyskusyjna, a teorii, w jakim alfabecie i w jakim języku zostały one zapisane, jest wiele, żadna jednak nie jest dostatecznie przekonująca. Wedle jednej z nich, autorstwa węgierskiego uczonego Gábora Vékonyego, są to napisy węgierskie wykonane pismem przypominającym greckie.
W XV wieku w kołach humanistów, zebranych wokół dworu króla Macieja Korwina, wzrosło zainteresowanie rowaszem jako „pismem tajemnym”.
Pierwszą książkę poświęconą alfabetowi seklerskiemu napisał w 1598 János Telegdi.

## Kontrowersje
Istnieją przypuszczenia, że system numeryczny został przejęty z innego źródła niż alfabet, w związku z czym powinno się rozdzielać rozważania na temat pochodzenia pisma od systemu zapisu liczb, znanego na szerszych terenach pod nazwą rabosz. Uzasadniane jest to podobieństwem cyfr rowaszu do cyfr etruskich, zaś pochodzenie alfabetu wywodzi się zwyczajowo z azjatyckich stepów.